# Stellantis-Werk Melfi

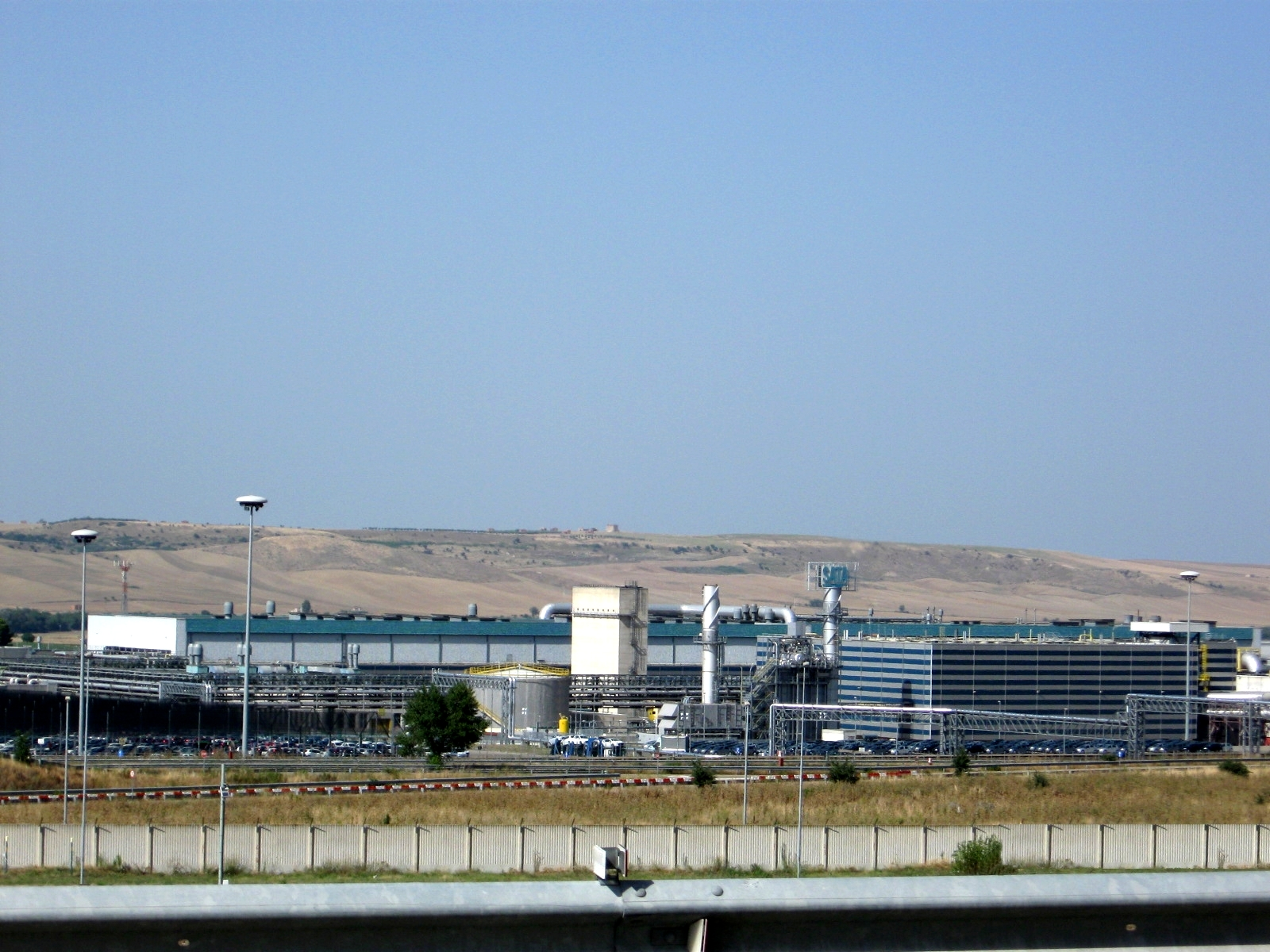
FCA-Werk Melfi

Das Stellantis-Werk Melfi ist ein Automobilwerk von Stellantis. Es befindet sich in der italienischen Region Basilikata, wenige Kilometer nördlich von Melfi in der zu dieser Gemeinde gehörigen Fraktion San Nicola.

## Geschichte
Das damalige Fiat-Werk wurde zwischen 1991 und 1993 auf einer Fläche von 270 Hektar errichtet. Der Staat unterstützte den Bau in dem landwirtschaftlich geprägten Gebiet, um die örtliche Wirtschaft zu fördern und Arbeitsplätze zu schaffen. Unter der Bezeichnung Società Automobilistica Tecnologie Avanzate (SATA) entstand eine hochautomatisierte Produktionsanlage, die 1994 in Betrieb ging. Zunächst wurde in Melfi der Fiat Punto gebaut, ab 1996 auch der Lancia Y, weil beide Modelle etliche Bauelemente teilten. 1999 wurde die Anlage in Melfi für die zweite Generation des Punto modernisiert, und dann nochmals 2003 für den Lancia Ypsilon (843). 2004 wurde das Werk wegen der damals im Vergleich zu anderen Fiat-Werken um 20 Prozent niedrigeren Löhne und anderer Benachteiligungen drei Wochen lang bestreikt, woraufhin Fiat die Forderungen der Streikenden erfüllte. 2005 verlegte Fiat die Produktion des Lancia Ypsilon in das Werk Termini Imerese auf Sizilien, das einige Jahre später geschlossen wurde. In Melfi beließ man die Herstellung des Punto der zweiten Generation, zu dem dann der Fiat Grande Punto und der Fiat Punto Evo kamen. 2010 kam es wegen Personalabbaus und höheren Produktivitätsforderungen nochmals zu Streiks. Mitte 2013 begann man mit einer Modernisierung des Werks für die Produktion des Jeep Renegade, Jeep Compass und des Fiat 500X. Wegen der positiven Entwicklung wurde das ab 2010 entlassene Personal wieder eingestellt und zusätzlich Personal von den FCA-Werken Cassino und Pomigliano d’Arco nach Melfi versetzt sowie neues Personal eingestellt. 
Ab 2026 soll im Werk der neue Lancia Gamma gebaut werden.

## Sonstiges
Neben dem FCA-Werk befinden sich Zulieferbetriebe und eine Fabrik des Nahrungsmittelkonzerns Barilla. Die Anlagen liegen an der Bahnstrecke Potenza–Foggia.